# Gregolry Panizo
 Gregolry Alves Freitas Panizo (* 12. Mai 1985) ist ein ehemaliger brasilianischer Radrennfahrer.

## Sportliche Laufbahn
Gregolry Panizo gewann 2007 zwei Etappen bei der Volta Ciclística Internacional de Santa Catarina und wurde Zweiter in der Gesamtwertung hinter dem Sieger Alex Diniz. Im Jahr darauf sowie 2008 gewann er die Tour do Brasil Volta Ciclística de São Paulo-Internacional. 2011 wurde er Panamerikameister im Straßenrennen. 2012 entschied er eine Etappe der Vuelta a Guatemala für sich. Im selben Jahr startete er im Straßenrennen der Olympischen Spiele in London, das er aber nicht beendete. 2013 gewann er eine Etappe der Tour do Rio. 2014 beendete er seine Radsportlaufbahn.

## Erfolge
2007
- zwei Etappen Volta Ciclística Internacional de Santa Catarina

2008
- Gesamtwertung Tour do Brasil Volta Ciclística de São Paulo-Internacional

2010
- Gesamtwertung und eine Etappe Tour do Brasil Volta Ciclística de São Paulo-Internacional

2011
- Panamerikameister – Straßenrennen

2012
- eine Etappe Vuelta a Guatemala

2013
- eine Etappe Tour do Rio

## Teams
- 2011 Clube DataRo de Ciclismo-Foz do Iguaçu
- 2012 Funvic-Pindamonhangaba
- 2013 Funvic Brasilinvest-São José dos Campos
- 2014 Clube DataRo de Ciclismo-Bottecchia